# 1987 v loďstvech
Tento článek obsahuje významné události v oblasti loďstev v roce 1987.

## Lodě vstoupivší do služby
- 16. ledna –  Marne (A 630) – tanker třídy Durance

- 7. února –  HMS Torbay (S90) – ponorka třídy Trafalgar

- 19. února –  Sukhothai (442) – korveta třídy Ratanakosin

- 21. dubna –  Casabianca (S 603) – útočná ponorka třídy Rubis

- 23. dubna –  Vice-Amiral Eugeniu Roșca (263) – korveta třídy Admiral Petre Bărbuneanu

- květen –  INS Viraat – ex-britská letadlová loď třídy Centaur

- 5. června –  HMS London (F95) – fregata Typu 22 Broadsword

- 10. června –  Minerva (F551), Urania (F552) – kotvety třídy Minerva

- 12. června –  Sindhudhvaj (S56) – ponorka třídy Sindhughosh[1]

- 15. června –  ORP Kaszub – fregata[2]

- 17. června –  Achéron (M613) – minolovka třídy Vulcain

- 11. července –  USS Helena (SSN-725) – ponorka třídy Los Angeles[3]

- 15. července –  INS Magar (L20) – tanková výsadková loď třídy Magar

- 22. července –  Styx (M614) – minolovka třídy Vulcain

- 12. září –  USS Key West (SSN-722) – ponorka třídy Los Angeles[4]

- 20. října –  Sindhuraj (S57) – ponorka třídy Sindhughosh[1]

- 11. listopadu –  Drakensberg (A301) – zásobovací tanker

- 28. prosince –  Mariátegui (FF 54) – fregata třídy Lupo

## Katastrofy
- 6. března –  Herald of Free Enterprise – potopený trajekt